# 1019
1019（千十九、せんじゅうきゅう）は、自然数また整数において、1018の次で1020の前の数である。

## 性質
- 1019は171番目の素数であり、1つ前は1013、次は1021。
  - 約数の和は1020。
- (1019, 1021) は36番目の双子素数である。1つ前は(881, 883) 、次は(1031, 1033) 。
- 39番目のソフィー・ジェルマン素数である。1つ前は1013、次は1031。
- 26番目の安全素数である。1つ前は983、次は1187。
  - ソフィー・ジェルマン素数かつ安全素数である8番目の素数である。1つ前は719、次は1439。(オンライン整数列大辞典の数列 A59455)
- 1/1019 は循環節の長さが1018の循環小数となる。
  - 逆数が循環小数になる数で循環節が1018になる最小の数である。次は2038。
  - 循環節の長さが n − 1 となる巡回数を作る61番目の素数である。1つ前は983、次は1021。
  - 双子素数のペアの1021も該当するので、双子素数の組み合わせでは5番目に小さい数である。1つ前は(821, 823)、次は(1301, 1303)。
- 1019 = 12 + 172 + 272 = 32 + 72 + 312 = 32 + 132 + 292 = 72 + 212 + 232 = 112 + 132 + 272 = 132 + 152 + 252
  - 異なる3つの平方数の和6通りで表せる50番目の数である。1つ前は1013、次は1026。(オンライン整数列大辞典の数列 A025344)
- 1019 = 45 − 5
  - n = 5 のときの 4n − n の値とみたとき1つ前は252、次は4090。(オンライン整数列大辞典の数列 A024037)
    - 4n − n の形の3番目の素数である。1つ前は61、次は1180591620717411303389。(オンライン整数列大辞典の数列 A224451)
- 10193 = 1058089859 = 297594067 + 760495792
  - n の立方数が n3 = (素数) + (その素数を逆順に並べた数) と表せる2番目の数である。1つ前は707、次は2321。(オンライン整数列大辞典の数列 A227642、ただし立方数が登録されている。)
    - このような素数としては最小の素数である。
- 各位の和が11になる70番目の数である。1つ前は920、次は1028。

## その他 1019 に関連すること
- メモリーカード1019はニンテンドー ゲームキューブにおけるメモリーカードの一つ。
- 選抜高等学校野球大会の通算1019試合目、群馬県立前橋高校の松本稔投手が春夏通じて大会史上初の完全試合を達成した。
- 10.19（じってんいちきゅう）は、1988年10月19日に川崎球場で行われた日本プロ野球のロッテオリオンズ対近鉄バファローズのダブルヘッダー。
- 「トートク」と読ませる。愛知県豊川市にあるトートク工業のURLにも1019の文字が含まれている。（トートク工業のサイト）
- 1019 (アルバム)